# Blowering Dam
Blowering Dam är en dammbyggnad i Australien. Den ligger i kommunen Tumut Shire och delstaten New South Wales, i den sydöstra delen av landet, omkring 320 kilometer sydväst om delstatshuvudstaden Sydney. Den ligger vid sjön Blowering Reservoir.
Runt Blowering Dam är det mycket glesbefolkat, med 3 invånare per kvadratkilometer.. Närmaste större samhälle är Tumut, omkring 11 kilometer norr om Blowering Dam. 
I omgivningarna runt Blowering Dam växer i huvudsak städsegrön lövskog. Genomsnittlig årsnederbörd är 1 222 millimeter. Den regnigaste månaden är februari, med i genomsnitt 177 mm nederbörd, och den torraste är januari, med 68 mm nederbörd.